# Cura, ut valeas!
Cura ut valeas! è una locuzione latina, il cui significato letterale è "Fa' in modo di star bene!" Essa era generalmente usata nella chiusa di una lettera, con un significato simile a quello dell'italiano "Stammi bene": non è quindi da prendere alla lettera, come un invito a curar la propria salute.
La forma è anche attestata al plurale, quando i destinatari sono più d'uno: Curate ut valeatis!